# Vilcha

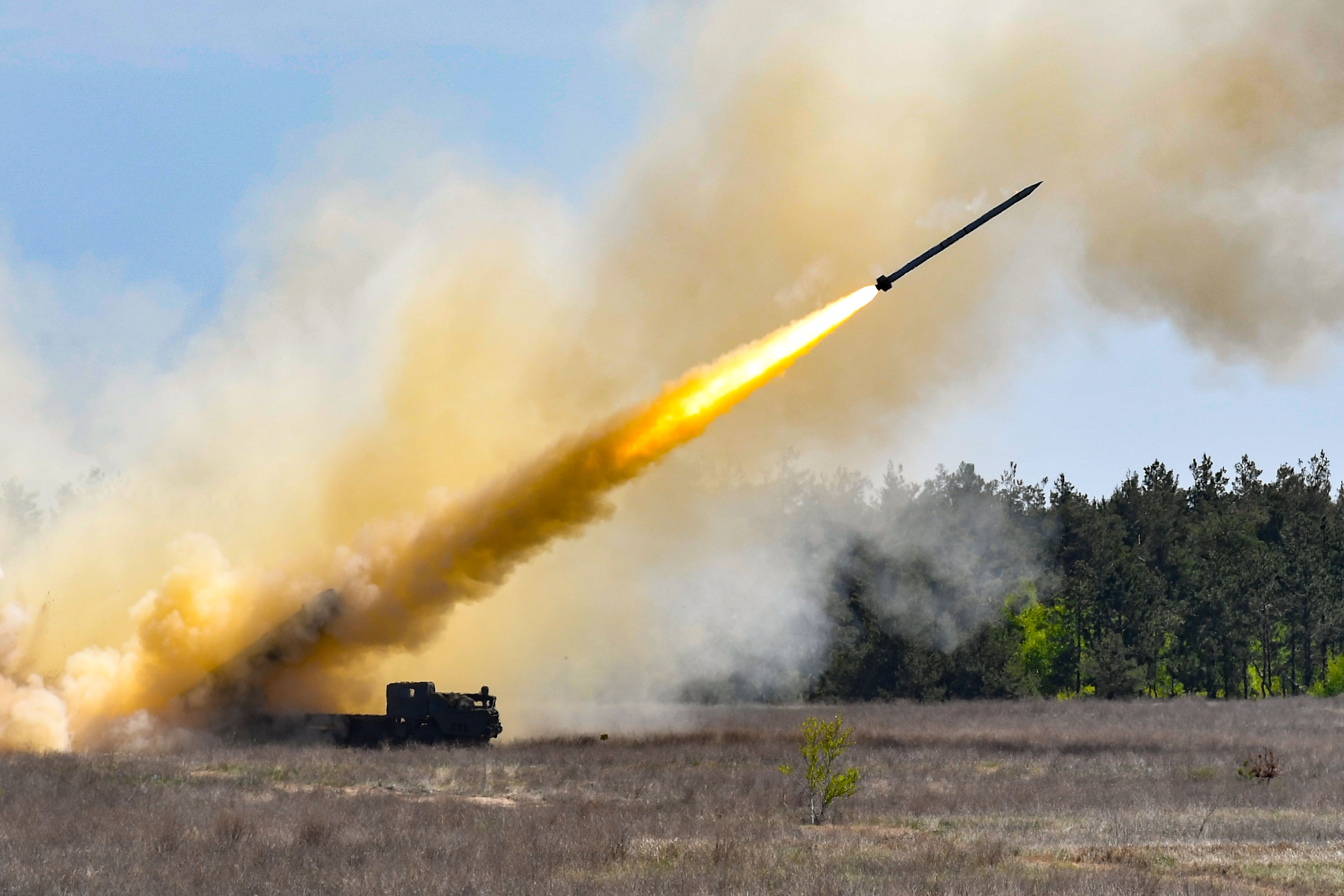
Vilcha

Vilcha (Oekraïens: Вільха, "Els") is een Oekraïens systeem om 12 grond-grondraketten in 45 s te lanceren vanaf een MZKT MAZ-543 8×8 vrachtwagen van 33 ton.
Luch Design Bureau ontwierp Vilcha in 2010 op basis van de BM-30 Smertsj van de Sovjet-Unie. De Oekraïense krijgsmacht nam in 2018 100 Vilcha in dienst.
Tijdens de lancering stabiliseren twee poten de vrachtwagen.
Vier man bedienen Vilcha. De vuurleiding kan zowel automatisch als manueel.
De vrachtwagen heeft een turbodiesel YaMZ-7511.10 die 100 km/h haalt op goede weg. De raketten hebben micromotoren om het bereik en de nauwkeurigheid te verhogen.
Oekraïne heeft 50 Vilcha ingezet bij de Russische invasie van Oekraïne in 2022.

## Raketten
- Diameter: 300 mm[4]
- Bereik: 150 km
- Nauwkeurigheid Circular Error Probable 30 m
- Explosieve lading 170 kg